# Pryschyb
Pryschyb (ukrainisch Пришиб; russisch Пришиб Prischib) ist eine Siedlung städtischen Typs in der ukrainischen Oblast Saporischschja mit etwa 3200 Einwohnern (2014).

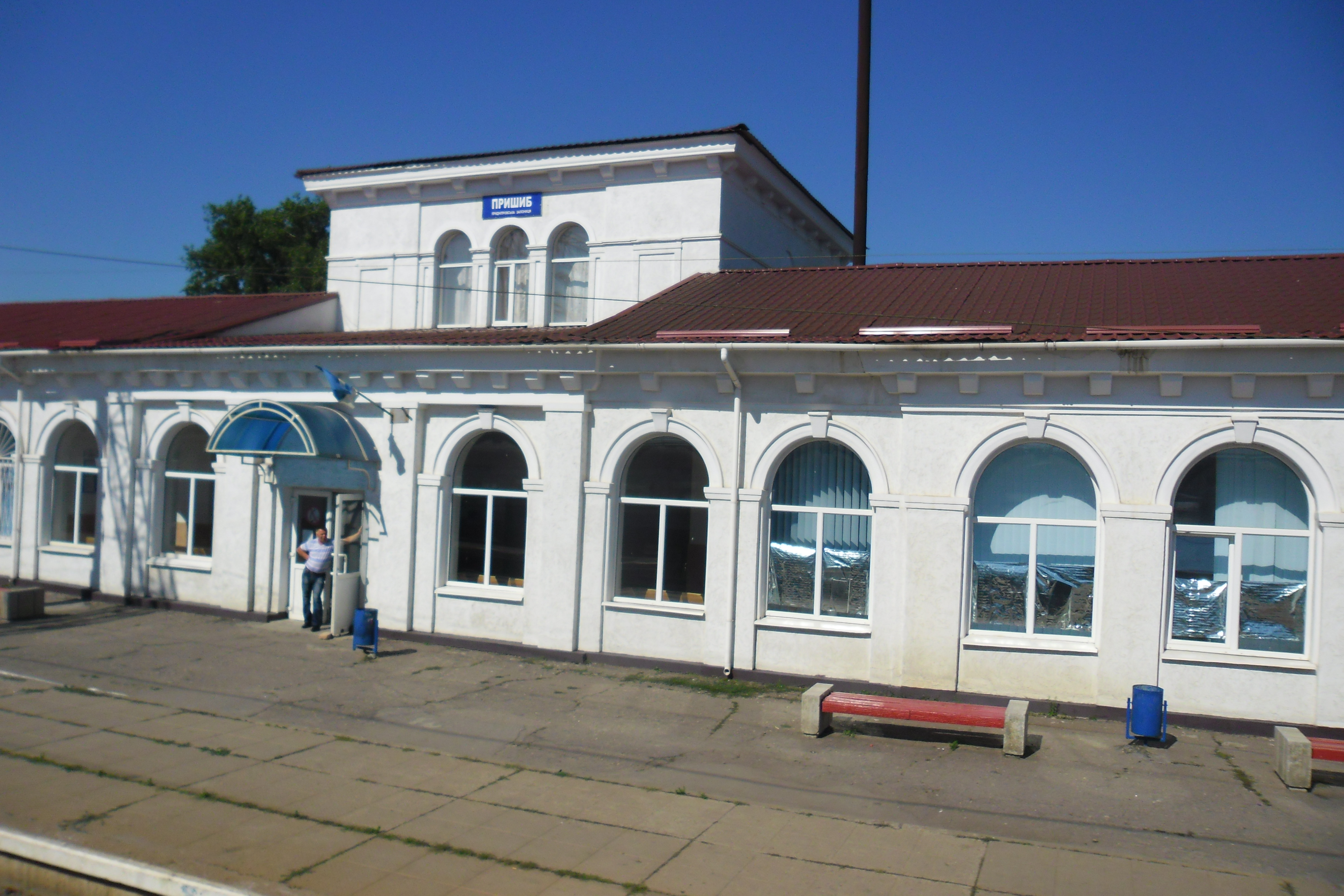
Bahnstation im Ort

Die 1874 gegründete Ortschaft besitzt einen Bahnhof an der Bahnstrecke Sewastopol–Charkiw und erhielt 1957 den Status einer Siedlung städtischen Typs.
Pryschyb liegt im Rajon Wassyliwka 84 km südlich vom Oblastzentrum Saporischschja und 9 km östlich vom ehemaligen Rajonzentrum Mychajliwka. Am Ort vorbei verläuft die Fernstraße M 18.
Im März 2022 wurde der Ort durch russische Truppen im Rahmen des Russischen Überfalls auf die Ukraine eingenommen und befindet sich seither nicht mehr unter ukrainischer Kontrolle.
Am 12. Juni 2020 wurde die Siedlung ein Teil der neugegründeten Siedlungsgemeinde Mychajliwka, bis dahin bildete sie zusammen mit den Dörfern Rosiwka (Розівка), Slowjanka (Слов'янка) und Smyreniwka (Смиренівка) die gleichnamige Siedlungsratsgemeinde Pryschyb (Пришибська селищна рада/Pryschybska selyschtschna rada) im Zentrum des Rajons Mychajliwka.
Am 17. Juli 2020 kam es im Zuge einer großen Rajonsreform zum Anschluss des Rajonsgebietes an den Rajon Wassyliwka.